# Calle Aníbal Pinto (Concepción)
La Calle Aníbal Pinto es una calle donde se concentra una buena parte del comercio de la ciudad de Concepción, en Chile. La calle lleva el nombre del Presidente Chileno, abogado y político Aníbal Pinto Garmendia.

## Historia

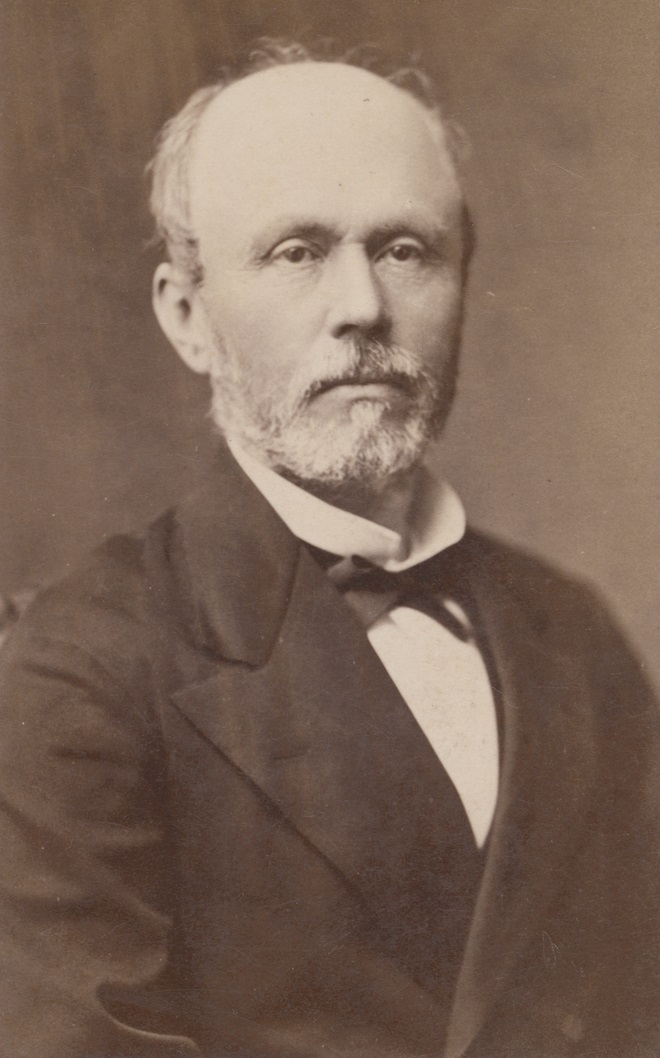
Aníbal Pinto (1825-1884).

Esta antigua calle, ponmi pasa por un costado de la Plaza de la Independencia. Antiguamente esta vía se denominaba calle Lautaro. A principios de la década de 1980, se construyó parte del Paseo Peatonal Alonso de Ercilla y Zúñiga.

## Paseo Peatonal Alonso de Ercilla y Zúñiga
El desarrollo del Paseo Peatonal Alonso de Ercilla y Zúñiga, se realizó en la década de 1980 y principio de 1990. En esta arteria contempló la peatonalización desde la Plaza de La Independencia, hasta la calle Maipú, con el consiguiente mejoramiento del acceso al comercio de esta arteria.

## Ubicación y trayecto
La calle nace en la calle Víctor Lamas (altura del número 0), en el actual Parque Ecuador. Entre Víctor Lamas y Avenida Libertador Bernardo O'Higgins, es una calle normal unidireccional con sentido de tránsito hacia sureste. Luego es un paseo semipeatonal, entre Libertador Bernardo O'Higgins y el Bulevar Diego Barros Arana. Acá se encuentra la Antigua Intendencia de Concepción, la que se ha trasladado entre agosto y septiembre de 2007 al nuevo Barrio Cívico de Concepción. En este punto, se desarrolla plenamente parte del Paseo Peatonal Alonso de Ercilla y Zúñiga, con parte importante del comercio de Concepción. En calle Maipú retoma su función vehicular en forma unidireccional hacia el sureste, tomando parte del tránsito de esa calle. En la intersección con Avenida Manuel Rodríguez, pasa a ser bidireccional, con doble pista hacia el sureste. Luego la cruza la calle Benjamin Vicuña Mackenna, en donde se encuentra la línea del antiguo ramal Rucapequén-Concepción. Luego sigue hacia el actual Barrio Laguna Redonda (Lorenzo Arenas), antiguo Club de Gol de Concepión. En la intersección con la calle Almirante Riveros Sur (en donde forma una pequeña rotonda), gira hacia el norte y luego retoma hacia el noroeste para así rodear el cerro El Golf. En este último tramo, separa Lorenzo Arenas con el Humedal de Paicaví (o Valle Paicavi). Hay proyectos para unirlo con la Avenida Jorge Alessandri.

## Prolongación
- Al oeste:
  - Almirante Riveros Sur

## Puntos relevantes
- Parque Ecuador
- Liceo Enrique Molina Garmendia
- Internado del Liceo Enrique Molina Garmendia
- Externado de la Inmaculada Concepción
- Galería del Antiguo Cine Lido (Teatro Concepción Sala 2)
- Plaza de la Independencia
- Antigua Intendencia de Concepción
- Hotel Ritz
- Avenida Los Carrera
- Avenida Manuel Rodríguez
- Conjunto Habitacional Remodelación Aníbal Pinto
- Cerro El Golf

- Datos: Q5573753